# Nestima buergersi
Nestima buergersi är en tvåvingeart som först beskrevs av Günther Enderlein 1922.  Nestima buergersi ingår i släktet Nestima och familjen skridflugor. Inga underarter finns listade i Catalogue of Life.